# Jason Rogers
Pour le joueur de baseball, voir Jason Rogers (baseball).
Jason Rogers, né le 31 août 1991 à Sandy Point Town, est un athlète de Saint-Christophe-et-Niévès spécialiste du 100 mètres.

## Carrière
Il termine 6e du 100 m, en finale, lors des Championnats du monde juniors à Moncton en 2010. En battant le record de son pays à Daegu 2011 en demi-finale du 4 × 100 m, il remporte, une première absolue pour cette nation insulaire, la médaille de bronze du relais 4 × 100 avec son célèbre compatriote Kim Collins, médaillé en individuel.
Avec ses coéquipiers, Antoine Adams, Lestrod Roland et Brijesh Lawrence, il bat le record national du 4 × 100 m en 38 s 41 lors des Jeux olympiques de Londres.
Le 29 juillet 2018, en demi-finale des Jeux d'Amérique centrale et des Caraïbes de Barranquilla, Jason Rogers court en 10 s 05, son meilleur temps depuis 2014. En finale, le Christophien décroche la médaille d'argent en 10 s 15, derrière Nesta Carter (10 s 07).

## Palmarès
| Date | Compétition                              | Lieu         | Résultat | Épreuve   | Temps   |
| ---- | ---------------------------------------- | ------------ | -------- | --------- | ------- |
| 2011 | Championnats du monde                    | Daegu        | 3e       | 4 × 100 m | 38 s 49 |
| 2011 | Jeux panaméricains                       | Guadalajara  | 2e       | 4 × 100 m | 38 s 81 |
| 2014 | Jeux d'Amérique centrale et des Caraïbes | Veracruz     | 4e       | 4 × 400 m | 39 s 35 |
| 2015 | Relais mondiaux de l'IAAF                | Nassau       | 6e       | 4 × 100 m | 38 s 85 |
| 2015 | Championnats NACAC                       | San José     | 6e       | 100 m     | 10 s 29 |
| 2015 | Championnats NACAC                       | San José     | 6e       | 4 x 100 m | 39 s 20 |
| 2018 | Jeux du Commonwealth                     | Gold Coast   | 6e       | 100 m     | 10 s 24 |
| 2018 | Jeux d'Amérique centrale et des Caraïbes | Barranquilla | 2e       | 100 m     | 10 s 15 |
| 2018 | Championnats NACAC                       | Toronto      | finale   | 100 m     | DQ      |
| 2019 | Jeux panaméricains                       | Lima         | 7e       | 100 m     | 10 s 40 |

## Records
| Épreuve | Temps   | Lieu        | Date         |
| ------- | ------- | ----------- | ------------ |
| 100 m   | 10 s 01 | Basse-Terre | 16 juin 2013 |